# محافظة نياسا
محافظة نياسا (بالإنجليزية: Niassa Province)‏ هي محافظة في موزمبيق، تتبع موزمبيق، عاصمتها ليشنجا، تبلغ مساحتها 122٬827٫0 كيلومتر مربع.

## الموقع
تشترك في الحدود مع:
- محافظة كابو ديلغادو
- محافظة نامبولا
- محافظة زامبيزيا.